# Guillaume Moreau
Pour les articles homonymes, voir Moreau.
 (février 2025).
Guillaume Moreau, né le 8 mars 1983 à Limoges, est un pilote automobile et entrepreneur français.

## Biographie
Né le 8 mars 1983 à Limoges, Guillaume Moreau débute en karting à l’âge de 12 ans, où il obtient des succès pendant sept saisons sur les pistes européennes. 
Champion de France Junior en 2003 au sein du Graff Racing, il défend les couleurs de SG Formula la saison suivante avec trois victoires et 13 podiums. Il rejoint alors le peloton de la F3 Euro Series en 2005/2006 où il se bat avec succès contre Lewis Hamilton et Sebastian Vettel entre autres.
Membre de l’équipe de France FFSA parrainée par Jean Alesi, à partir de 2005, il poursuit en monoplace en 2007/2008 en World Series by Renault. Il effectuera un test sur Ferrari F1 en été 2008. 

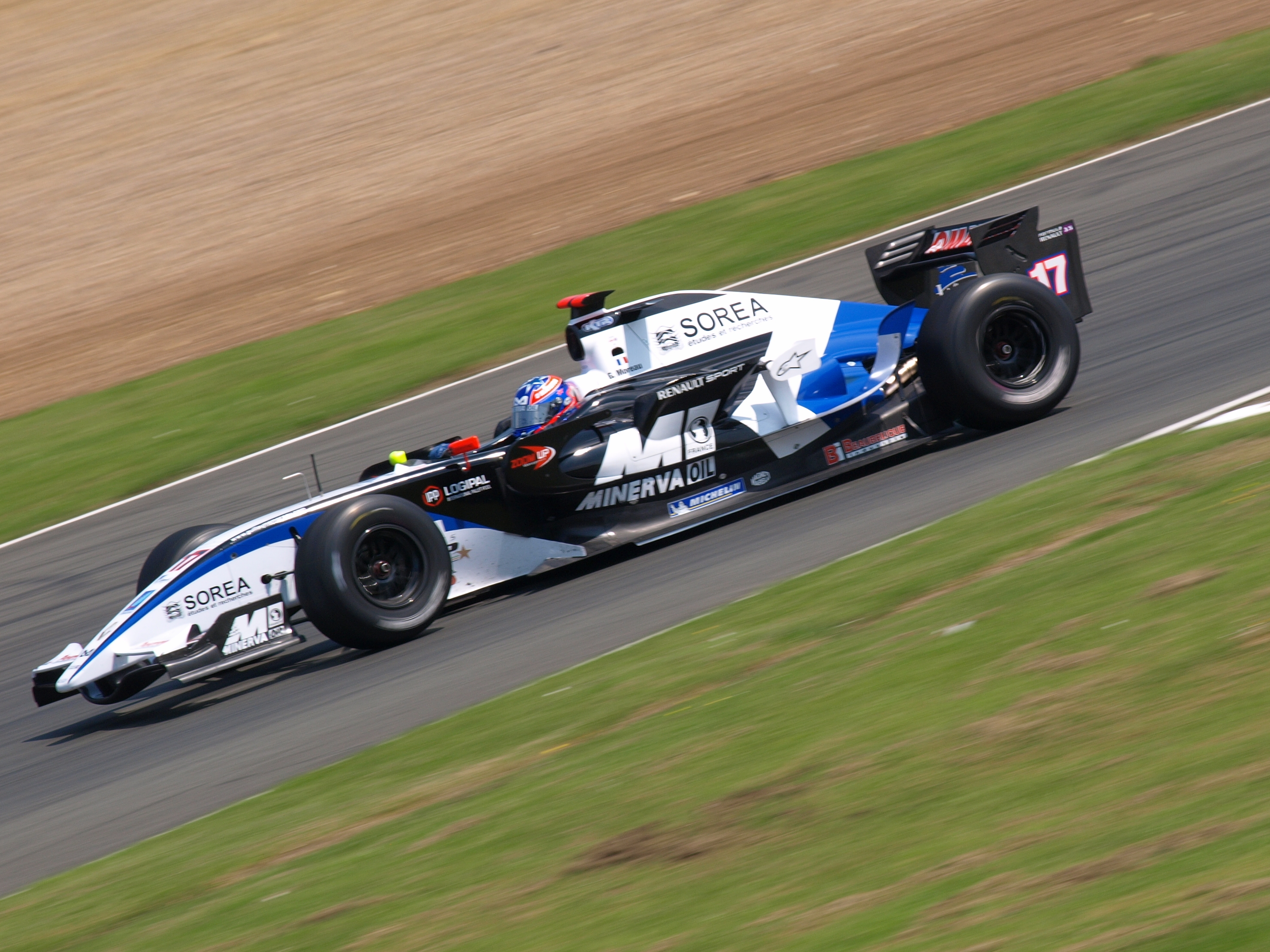
Guillaume Moreau, en World Series by Renault, en 2008.

Parallèlement à son programme en monoplace, Moreau etrenne une nouvelle discipline en 2007 et dispute ses premières 24 Heures du Mans sur une Courage officielle en LMP1. 
En 2008, associé à Luc Alphand au volant d’une Corvette C6.R du Team Luc Alphand Aventures, il est sacré champion Le Mans Series GT1.
Guillaume Moreau intègre alors le OAK Racing Team Mazda France, où il pilote une Pescarolo-Mazda LMP2 à l’occasion des 24 Heures du Mans 2009. Si l’expérience s’arrête au petit matin, la rencontre avec Jacques Nicolet est fructueuse et les deux hommes décident de poursuivre en 2010. 
Lors de la saison 2010, Moreau obtient trois podiums en cinq courses lors des Le Mans Series LMP2 avec OAK Racing et monte sur la deuxième marche du podium en LMP2 aux 24 Heures du Mans.
Fidèle à son équipe, 2011 marque le retour du pilote limousin dans la catégorie reine LMP1 sur une OAK Pescarolo 01 - Judd en Intercontinental Le Mans Cup.
Il est victime d'un grave accident lors du test préliminaire de l'édition 2012 de l'épreuve mancelle, blessé à la colonne vertébrale. Après un an de travail et de rééducation, cette étape conclut la phase de guérison osseuse, sans toutefois pouvoir reprendre le volant. Guillaume Moreau a été choisi par l’ICM – Institut du cerveau et de la moelle épinière – comme ambassadeur de l’antenne locale dans le Limousin.
Il lance Racecare en 2014, avec son assureur Franck Bayle, une société de courtage basée à Limoges qui assure des pilotes du karting à la Formule 1 en incluant aussi les différents métiers du sport automobile (entreprises, photographes, journalistes, mécaniciens).

## Palmarès
- 2002 : Championnat de France de Formule Renault, 12e avec Pole Services
- 2003 : Championnat de France de Formule Renault, 4e et champion junior avec Graff Racing
- 2004 : Championnat de France de Formule Renault, 3e + Eurocup Formule Renault, 7e (13 Podiums sur 17 possible)
- 2005 : Formule 3 Euro Series, 8e meilleur rookie (1 Victoire à Zandvoort) avec Signature
- 2006 : Formule 3 Euro Series, 9e avec Signature
- 2007 : World Series by Renault (1 victoire à Magny-Cours), il effectue aussi une saison au sein de l'écurie Courage pour les Le Mans Series et participe aux 24 Heures du Mans en la catégorie LMP1 en compagnie de Stefan Johansson et Jean-Marc Gounon.
- 2008 : World Series by Renault, Team KTR.
- 2008 : Le Mans Series, champion GT1 sur une Corvette C6.R du Team Luc Alphand Aventures.
- 2009 : 24 Heures du Mans sur une Corvette C6.R Team Luc Alphand Aventures : 5e de la catégorie GT1 avec Luc Alphand et Jérôme Policand.
- 2009 : Championnat FIA GT sur une Corvette C6.R Team Luc Alphand Aventures avec Xavier Maassen : 3e à Silverstone et 4e à Adria (2 courses disputées).
- 2009 : World Series by Renault au sein du SG Formula, 1 podium.
- 2009 : 24 Heures du Mans sur une Pescarolo-Mazda OAK Racing avec Karim Ajlani et Matthieu Lahaye.
- 2010 : Le Mans Series sur une Pescarolo-Judd LMP2 OAK Racing avec Richard Hein : 2e au Paul Ricard HTTT, 3e à Spa-Francorchamps, 7e à Budapest, 3e à Silverstone.
- 2010 : 24 Heures du Mans sur une Pescarolo-Judd OAK Racing avec Jan Charouz et Matthieu Lahaye : 2e de la catégorie LMP2.
- 2011 : Intercontinental Le Mans Cup sur une OAK-Pescarolo LMP1 OAK Racing avec Matthieu Lahaye et Pierre Ragues : 5e à Silverstone (3e en "Essence"), 7e au Petit Le Mans, 7e à Zhuhai.
- 2011 : 24 Heures du Mans sur une OAK-Pescarolo OAK Racing avec Pierre Ragues et Tiago Monteiro.
- 2011 : Blancpain Endurance Series sur une Ferrari F458 Italia GT3 Team Sofrev-ASP avec Jean-Luc Beaubelique, Franck Morel et Ludovic Badey : 1er de la catégorie Pro-Am Cup aux 24 Heures de Spa.
- 2012 : Championnat du monde d'endurance sur une OAK-Pescarolo OAK Racing avec Dominik Kraihamer et Bertrand Baguette.
- 2012 : European Le Mans Series sur une Morgan 2012 LMP2 OAK Racing avec Jacques Nicolet et Dominik Kraihamer.

## Résultats aux 24 Heures du Mans
| Année | Class. | no | Pneu | Voiture                                         | Équipe                       | Coéquipiers                       | Tours | Pos. | Class Pos. |
| ----- | ------ | -- | ---- | ----------------------------------------------- | ---------------------------- | --------------------------------- | ----- | ---- | ---------- |
| 2007  | LMP1   | 13 | M    | Courage LC70 AER P32T 3.6L Turbo V8             | Courage Compétition          | Jean-Marc Gounon Stefan Johansson | 175   | DNF  | DNF        |
| 2008  | GT1    | 72 | M    | Chevrolet Corvette C6.R Chevrolet LS7.R 7.0L V8 | Luc Alphand Aventures        | Luc Alphand Jérôme Policand       | 335   | 17th | 5th        |
| 2009  | LMP2   | 35 | D    | Pescarolo 01 Mazda MZR-R 2.0L Turbo I4          | OAK Racing Team Mazda France | Matthieu Lahaye Karim Ajlani      | 208   | DNF  | DNF        |
| 2010  | LMP2   | 35 | D    | Pescarolo 01 Judd DB 3.4L V8                    | OAK Racing                   | Matthieu Lahaye Jan Charouz       | 361   | 7th  | 2nd        |
| 2011  | LMP1   | 15 | D    | OAK Pescarolo 01 Evo Judd DB 3.4L V8            | OAK Racing                   | Pierre Ragues Tiago Monteiro      | 80    | DNF  | DNF        |